# Ivan Čarnogurský
Ivan Čarnogurský (27. května 1933 – 9. listopadu 2022, Bratislava) byl slovenský manažer, ředitel firmy Hydrostav Bratislava a politik, spoluzakladatel Křesťanskodemokratického hnutí, po sametové revoluci poslanec Slovenské národní rady a československý poslanec Sněmovny lidu Federálního shromáždění, bratr politika a slovenského premiéra Jána Čarnogurského.

## Biografie
Vystudoval mechanické strojírenství na SVŠT Bratislava a řízení na dnešní Ekonomické univerzitě v Bratislavě. V letech 1958–1989 působil jako inženýr na různých postech, postupně na vedoucích pozicích. V letech 1969–1970 řídil výstavbu letiště v Iráku (ve městě Násiríja).
Koncem roku 1989 patřil mezi zakladatele KDH na Slovensku, společně se svým bratrem Jánem Čarnogurským. Ve volbách roku 1990 se stal poslancem Slovenské národní rady a místopředsedou SNR. Ve volbách roku 1992 byl za KDH zvolen do Sněmovny lidu. Ve Federálním shromáždění setrval do zániku Československa v prosinci 1992.
Od 90. let se působil jako manažer. V období let 1990–1995 byl generálním ředitelem podniku Hydrostav Bratislava, za který se v letech 1993–1994 podílel na konstrukci plavebních komor v Egyptě na Nilu. V letech 1995–2002 pak působil jako ředitel firmy Ipec – Projekt s.r.o. Bratislava a od roku 2002 vedl firmu KORS a.s. Bratislava. Od roku 2003 zasedal v představenstvu organizace East-West Economic Club Bavaria a od roku 2004 zasedal v organizaci European Economic Senate, která sdružuje evropské podnikatele (od roku 2006 jako její viceprezident). Od roku 2010 zasedal jako místopředseda v představenstvu slovenské Republikové unie zaměstnavatelů. Roku 2011 se stal předsedou čínsko-slovenské společnosti European Investment Traskontinental a.s..